# NGC 772
NGC 772，也称作Arp 78，是白羊座的一個模糊的漩渦星系，距离地球大约1.3亿光年。

## 特征

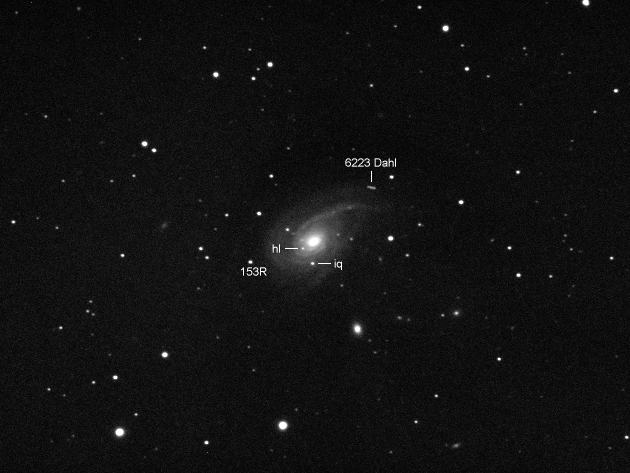
NGC 772與超新星SN 2003hl和2003iq、小行星6223。

NGC 772的直径约20万光年，是银河系的两倍大小，其周围有若干个衛星星系——包括矮椭圆星系NGC 770——其施加于NGC 772潮汐力很可能导致了后者发展出了一条非常长的外螺旋臂。